# شيلا ماي بيريز
شيلا ماي بيريز هي غطاسة فلبينية، ولدت في 10 ديسمبر 1985 في دافاو في الفلبين.

## وصلات خارجية
- شيلا ماي بيريز على موقع الاتحاد الدولي للسباحة (الإنجليزية)
- شيلا ماي بيريز على موقع قاعدة بيانات الغوص IAT (الألمانية)
- شيلا ماي بيريز على موقع اللجنة الأولمبية الدولية (الإنجليزية)
- شيلا ماي بيريز على موقع أوليمبيديا (الإنجليزية)